# الولا
الولا یک منطقهٔ مسکونی در سومالی است که در Bari, Somalia واقع شده‌است.